# Primera Air

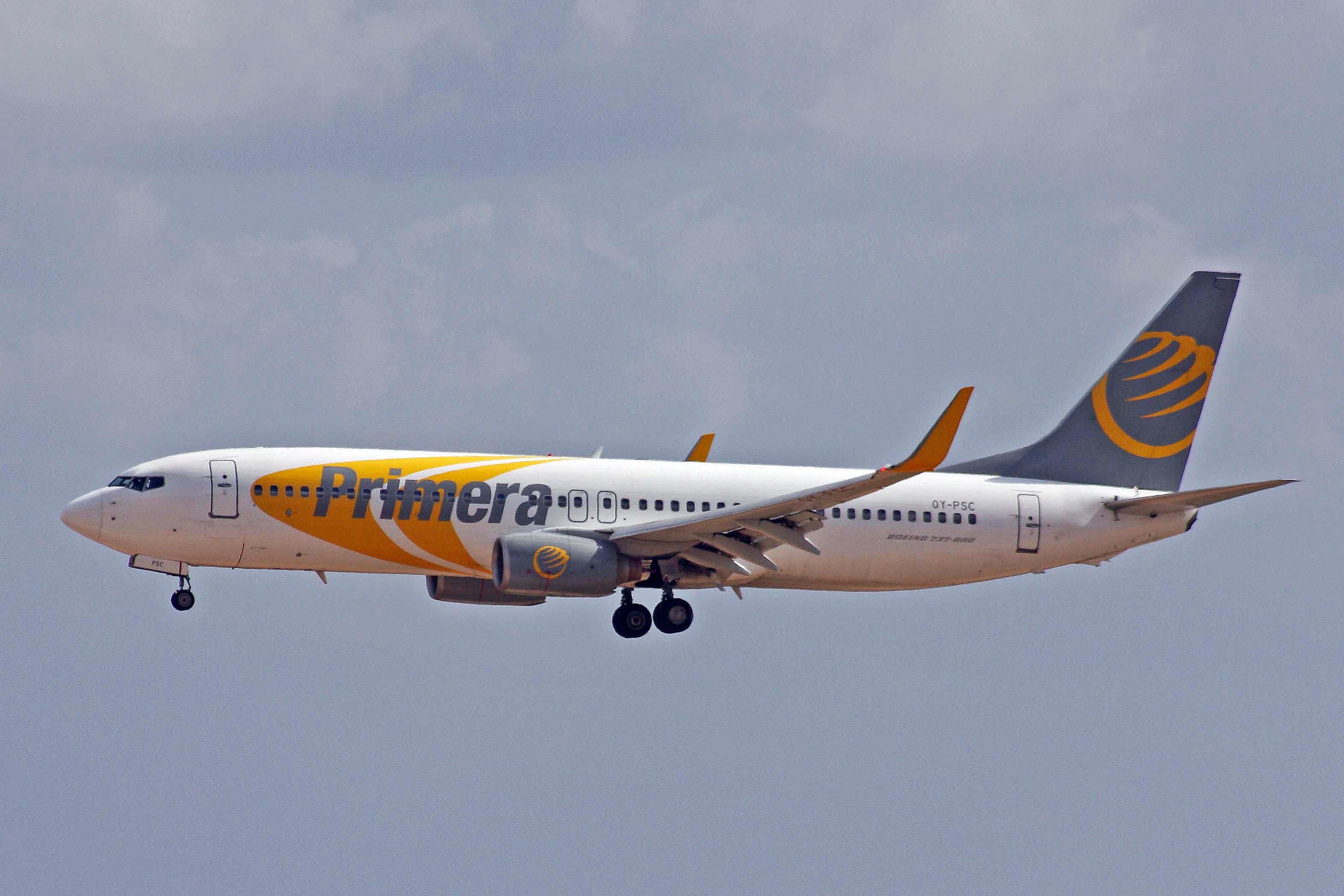
Boeing 737-800 Primera Air

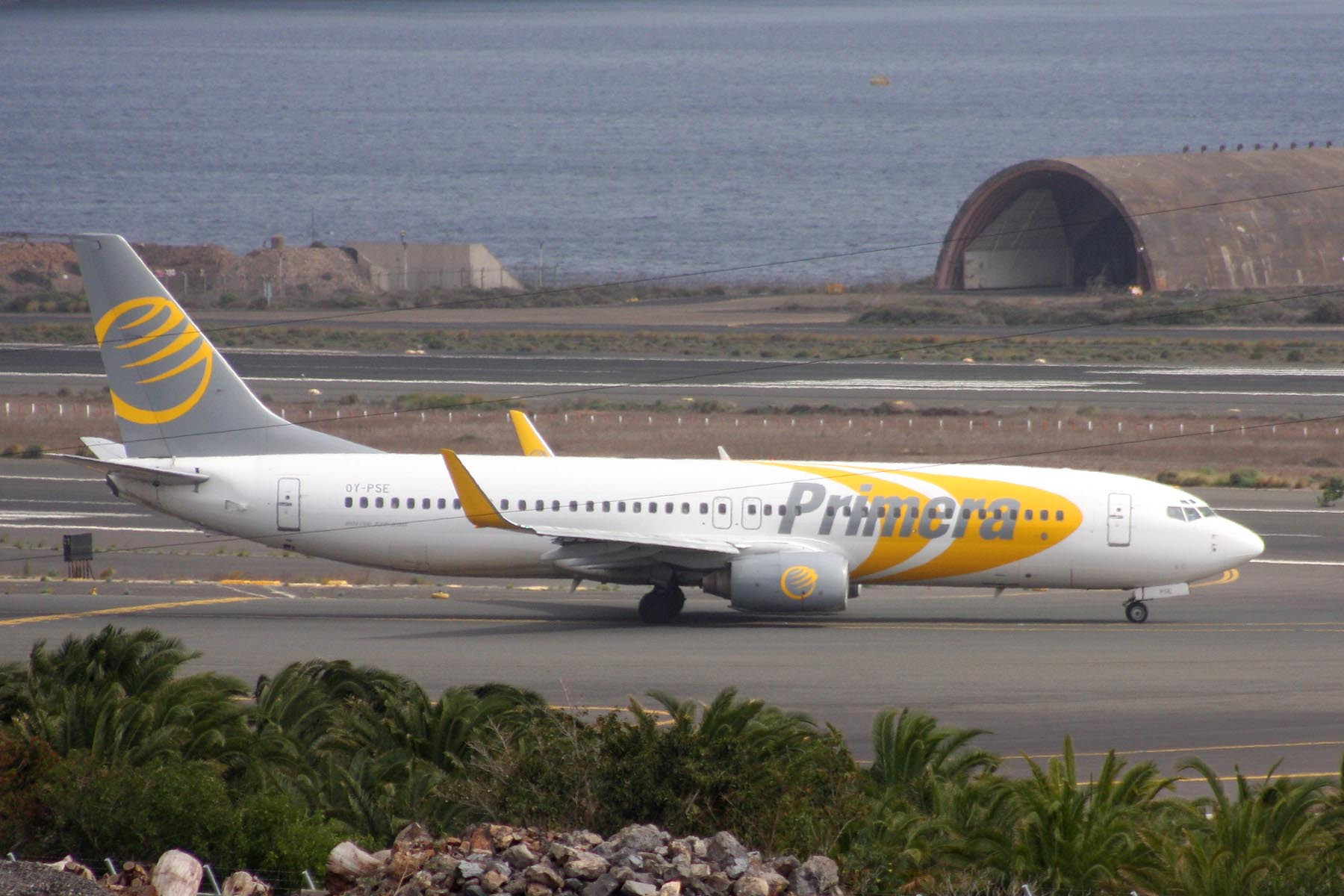
Un Boeing 737-800 di Primera Air in rullaggio nell’Aeroporto di Gran Canaria

Primera Air Scandinavia A/S, che operava semplicemente come Primera Air, è stata una compagnia aerea danese fondata nel 2003. Dal 2008 era interamente controllata dal gruppo islandese Primera Travel Group (che include Solresor, Bravo Tours, Lomamatkat, Heimsferðir e Solia). L'obiettivo primario era fornire trasporti charter ad agenzie di viaggio e noleggi ad altre compagnie aeree.

## Storia
La compagnia fu fondata in Islanda nel 2003 come JetX ed era titolare di un Certificato di Operatore Aereo (COA) islandese. Nel 2008 Primera Travel Group si impossessava della compagnia aerea, ribattezzandola Primera Air Scandinavia A/S in ottobre, e nominando Jón Karl Ólafsson nuovo amministratore delegato. Nel 2009 la sede fu spostata a Copenaghen, in Danimarca. L’azienda continuò a crescere e acquistò due Boeing 737-800.
Nell’agosto 2014 Primera Travel Group annunciava la creazione di una nuova compagnia aerea - Primera Air Nordic - in Lettonia, che sarebbe stata gestita parallelamente a Primera Air Scandinavia. In contemporanea veniva inaugurato a Riga un centro di controllo per supervisionare tutti gli aspetti operativi, concentrandosi sulla prosecuzione dell’ottimo sviluppo riscontrato negli anni precedenti e sull’espansione in mercati al di fuori della Scandinavia.
L’importante ristrutturazione e il consolidamento ebbero un impatto positivo sulle attività. Nel 2015, Primera Air utilizzava otto velivoli con un fatturato di 250 milioni di dollari e guadagnava più di 5,2 milioni di €uro utili al lordo delle imposte (EBITDA). Negli ultimi anni, Primera Air era di fatto una compagnia aerea danese-lettone con proprietà islandese.
Dopo un'estate catastrofica dal punto di vista delle vendite, il 2 ottobre 2018 Primera Air cessava le attività e annunciava la bancarotta.

## Modello di business
Inizialmente Primera Air effettuò solo voli charter per i principali tour operator scandinavi, ma nel 2013, gradualmente, iniziò a vendere i posti in eccedenza come biglietti "flight-only" su alcuni voli charter. Il continuo successo permise di aumentare sia il numero di rotte che la frequenza dei voli, determinando un modello di business basato su una mistura di voli charter e di linea. Prima della chiusura, la maggior parte dei voli era di linea, sebbene alcuni combinavano passeggeri charter e standard. Primera Air aveva inoltre annunciato maggiori frequenze verso le destinazioni più pfrequentata nel sud della Spagna e nell'arcipelago delle Canarie.

## Voli charter
Primera Air forniva servizi charter alle seguenti società:
- Agenzie di viaggio del gruppo Primera Travel[13]
  - Heimsferðir
  - Bravo Tours
  - Matka-Vekka
  - Lomamatkat
  - Solia
  - Solresor
  - Terra Nova Iceland
- Altre agenzie di viaggio[14]
  - 747 Travel
  - Travel City Sports
  - Iceland Express
  - Úrval-Útsyn
- Compagnie aeree
  - Icelandair
  - Scandinavian Airlines System
  - Flybe
  - Thomsonfly
  - Jet2.com
  - Wind Jet

## Flotta
La flotta Primera Air Scandinavia era composta dai seguenti velivoli (a gennaio 2017):

## Incidenti
- Il 10 luglio 2009 un Boeing 737-700 Primera Air, registrazione TF-JXG, volo PF-362 dall’Zante (Grecia) per l’Dublino (Irlanda) con 153 passeggeri e 6 membri dell’equipaggio, è stato scortato da due caccia militari italiani all’Aeroporto di Roma Fiumicino (Italia) dopo la richiesta dell’equipaggio di un atterraggio di emergenza a causa di un problema tecnico. Primera Air ha affermato che l’equipaggio ha ricevuto indicazione che gli slat (dispositivi di punta) non erano nella posizione corretta. L’indicazione ha spinto l’equipaggio a deviare verso un aeroporto che fornisse una pista sufficientemente lunga per effettuare un atterraggio non utilizzando gli slat, disponibile a Fiumicino. L’Aeroporto di Napoli-Capodichino è stato escluso a causa del terreno intorno all’aeroporto e della lunghezza della pista. Il velivolo è atterrato in sicurezza sulla pista 16L e lo stato di emergenza è stato annullato 19 minuti dopo l’atterraggio.[16]
- Il 28 febbraio 2016 un Boeing 737-800 Primera Air in volo da Tenerife a Stoccolma è stato costretto ad un atterraggio di emergenza a Nantes, Francia, dopo un problema al motore a mezz’aria. Secondo il resoconto dei piloti, si è udito un rumore insolito provenire da uno dei motori, dopodiché uno di essi ha preso fuoco. Un passeggero ha inoltre raccontato di aver visto uno dei motori in fiamme.. Il velivolo, con 169 passeggeri a bordo, è atterrato in sicurezza all’Aeroporto di Nantes, il più vicino, e tutti i passeggeri e l’equipaggio sono stati accompagnati in albergo per la notte. Secondo un portavoce Primera Air, la “causa del difetto tecnico è sotto inchiesta da parte dei nostri esperti tecnici in collaborazione con l’azienda produttrice del motore CFM. [...] Siamo orgogliosi del nostro equipaggio per la gestione professionale del volo e per gli standard elevati".[17][18]

## Controversie
Primera Air fu spesso oggetto di critiche riguardo alle condizioni lavorative dei propri dipendenti, spesso vittime di social dumping. In particolare, il personale della sussidiaria Primera Air Nordic era assunto mediante agenzie interinali, con molti membri dell'equipaggio originari della Romania ma residenti nei paesi scandinavi. Tuttavia, il social dumping era causato dal fatto che gli stipendi del personale di Primera Air Nordic erano ben più bassi degli equivalenti scandinavi, con i contratti di assunzione che non prevedevano ferie pagate o pagamenti adeguati in caso di assenze per malattia. Si parlò anche di sexual harassment per il personale femminile di bordo.